# Panasonic Lumix DMC-FZ200
Panasonic Lumix DMC-FZ150 Panasonic Lumix DMC-FZ300
Le Panasonic Lumix DMC-FZ200 est un appareil photographique numérique de type bridge à ouverture maximale constante annoncé par Panasonic en 2012. Il remplace le Panasonic Lumix DMC-FZ150. Il peut filmer en vidéo full HD 60p et est stabilisé sur 5 axes.